# Kagalnik
Kagalnik (rusky Кагальник) je řeka v Rostovské oblasti Ruska. Je 162 km dlouhá. Povodí má rozlohu 5040 km². Na horním toku se nazývá Kagalničjok (rusky Kaгальничёк).

## Průběh toku
Protéká Kubáňsko-azovskou nížinou. Ústí do Taganrožského zálivu Azovského moře.

## Vodní režim
Zdrojem vody jsou převážně sněhové srážky. Na horním toku v létě vysychá..

## Využití
Na řece byly vybudovány přehradní nádrže, které ji rozdělují na oddělené úseky se stojatou vodou.